# Asitha Ameresekere
Asitha Ameresekere (* 24. Juni 1971 in London) ist ein britischer Filmregisseur.

## Leben
Die familiären Wurzeln von Asitha Ameresekere liegen in Sri Lanka. Er ging auf die Overseas Children’s School in Sri Lanka und die Harrow School in London. An der University of Bristol besuchte er Vorlesungen in Klassischer Altertumswissenschaft. Sein Studium in Theater, Video und Film am California Institute of the Arts schloss er mit einem Master of Fine Arts ab.
Für seine Kurzfilme wurde Asitha Ameresekere mehrfach ausgezeichnet. 2008 nahm er am Berlinale Talent Campus teil. Asitha Ameresekere lebt in London.

## Filmografie
- 1994: Cards
- 1994: Noughts & Crosses
- 1997: Meat
- 2000: My Life My Own
- 2003: in sight
- 2006: Do Not Erase
- 2008: 14

## Auszeichnungen
- Für in sight war Asitha Ameresekere 2004 für einen Chlotrudis Award nominiert.
- Für Do Not Erase wurde er unter anderem mit dem Publikumspreis am Kurzfilmfestival Hamburg 2006, in der Kategorie Bester Kurzfilm bei den BAFTA Awards 2007 und mit dem Reel Frontier Award am Arizona International Film Festival 2007 ausgezeichnet.
- Für 14 erhielt Asitha Ameresekere bei Vienna Independent Shorts 2009 den Wiener Kurzfilmpreis. Der Film war außerdem in der Kategorie Bester Kurzfilm bei den BAFTA Awards 2010 nominiert.